# اریک پالمر-براون
اریک پالمر-براون (انگلیسی: Erik Palmer-Brown؛ زادهٔ ۲۴ آوریل ۱۹۹۷) بازیکن فوتبال اهل ایالات متحده آمریکا است.
از باشگاه‌هایی که در آن بازی کرده‌است می‌توان به باشگاه فوتبال پورتو، باشگاه فوتبال اسپورتینگ کانزاس‌سیتی، و باشگاه فوتبال پورتو بی اشاره کرد.
وی همچنین در تیم‌های ملی فوتبال ایالات متحده آمریکا بازی کرده‌است.